# Fernando Sartorius Chacón
Fernando Sartórius y Chacón (Madrid, 17 de novembre de 1860-Zarauz, 20 d'agost de 1926) va ser un polític espanyol.
Fill de Luis José Sartorius y Tapia i de Remedios Chacón y Romero, el seu pare va ser un polític molt important de l'època d'Isabel II. Va quedar orfe a l'edat d'11 anys i va ingressar en l'exèrcit en l'arma de Cavalleria aconseguint el grau de coronel. Va succeir el seu pare en el títol de comte de San Luis i es va casar en 1891 amb Carmen Díaz de Mendoza y Aguado.
En l'àmbit polític va ser diputat per Conca des de 1899, senador vitalici des de 1922, ambaixador a Lisboa i ministre de Proveïments en el curt període que va intervenir entre setembre i desembre de 1919.